# Гин де Соуза, Эрико Винисиус
Э́рику Вини́сиус де Со́уза (порт. Érico Vinícius de Souza; родился 3 апреля 1977), известный как Гин (порт. Guim) — бразильский футболист, нападающий. В начале 2003 года приехал из Бразилии в московский «Спартак», сыграл 2 матча (1 гол) в кубке российской премьер-лиги и 9 матчей (2 гола) за дублирующий состав команды. После окончания сезона вернулся на родину.